# Great Falls (Virginia)
Great Falls ist ein Census-designated place (CDP) im Fairfax County, Virginia in den Vereinigten Staaten. Das U.S. Census Bureau hat bei der Volkszählung 2020 eine Einwohnerzahl von 15.953 ermittelt.
Der Ort ist zwar überwiegend eine Wohnsiedlung für in Washington, D.C. arbeitende Pendler, bietet jedoch mit dem Great Falls Park und den sich darin befindlichen Great Falls of the Potomac River eine bedeutende Sehenswürdigkeit. George Washington war in den Bau eines Kanals involviert, der südwestlich, auf der Flussseite Virginias, um die Wasserfälle herumführte, doch der Patowmack Canal genannte Wasserweg war wirtschaftlich nicht überlebensfähig. Reste des Kanals und eines Dorfes am Kanal mit dem Namen Matildaville sind in dem Park sichtbar.

## Geographie
Great Falls’ geographische Koordinaten lauten 39° 0′ N, 77° 17′ W (38,9981653, −77,2883157). Das Gebiet ist dünn besiedelt. Die wichtigsten Straßen in Great Falls sind Virginia State Route 7 (Leesburg Pike) und Virginia State Route 193 (Georgetown Pike).
Nach den Angaben des United States Census Bureaus, hat der CDP eine Fläche von 46,4 km², wovon 46,3 km² aus Land und 0,1 km² (0,22 %) aus Gewässern bestehen.

## Demographie
Zum Zeitpunkt des United States Census 2000 bewohnten Great Falls 8549 Personen. Die Bevölkerungsdichte betrug 184,7 Personen pro km². Es gab 2852 Wohneinheiten, durchschnittlich 61,6 pro km². Die Bevölkerung Great Fallss bestand zu 92,83 % aus Weißen, 1,20 % Schwarzen oder African American, 0,14 % Native American, 4,40 % Asian, 0,04 % Pacific Islander, 0,43 % gaben an, anderen Rassen anzugehören und 1,95 % nannten zwei oder mehr Rassen. 2,56 % der Bevölkerung erklärten, Hispanos oder Latinos jeglicher Rasse zu sein.
Die Bewohner Great Falls verteilten sich auf 2785 Haushalte, von denen in 44,5 % Kinder unter 18 Jahren lebten. 82,4 % der Haushalte stellten Verheiratete, 4,2 % hatten einen weiblichen Haushaltsvorstand ohne Ehemann und 11,5 % bildeten keine Familien. 8,3 % der Haushalte bestanden aus Einzelpersonen und in 2,7 % aller Haushalte lebte jemand im Alter von 65 Jahren oder mehr alleine. Die durchschnittliche Haushaltsgröße betrug 3,07 und die durchschnittliche Familiengröße 3,23 Personen.
Die Bevölkerung verteilte sich auf 29,5 % Minderjährige, 4,1 % 18–24-Jährige, 22,1 % 25–44-Jährige, 35,9 % 45–64-Jährige und 8,5 % im Alter von 65 Jahren oder mehr. Der Median des Alters betrug 42 Jahre. Auf jeweils 100 Frauen entfielen 102,7 Männer. Bei den Überachtzehnjährigen entfielen auf 100 Frauen 98,1 Männer.
Das mittlere Haushaltseinkommen in Great Falls betrug 159.695 US-Dollar und das mittlere Familieneinkommen erreichte die Höhe von 170.618 US-Dollar. Das Durchschnittseinkommen der Männer betrug über 100.000 US-Dollar, gegenüber 62.206 US-Dollar bei den Frauen. Das Pro-Kopf-Einkommen belief sich auf 78.149 US-Dollar. 1,8 % der Bevölkerung und 0,9 % der Familien hatten ein Einkommen unterhalb der Armutsgrenze, davon waren 1,5 % der Minderjährigen und 3,0 % der Altersgruppe 65 Jahre und mehr betroffen.

## Geschichte
Früher trug die Siedlung den Namen Forestville, doch war dieser Name nicht offiziell, weil es im Shenandoah County in der nicht inkorporierten Siedlung Forestville ein Postamt gab. 1955 erhielt die Ortschaft den Namen Great Falls. Von 1906 an führte die Great Falls and Old Dominion Railroad entlang dem Old Dominion Drive zum Great Falls Park.

## Bildung
Die öffentlichen Schulen werden durch das Fairfax County betrieben. Die Schüler aus Great Falls gehen entweder in die Great Falls Elementary School oder in die Forestville Elementary School. Anschließend besuchen sie die Cooper Middle School.
Die Fairfax County Public Library betreibt eine Bibliothek in Great Falls.

## Belege
1. ↑  Explore Census Data Great Falls CDP, Virginia. Abgerufen am 26. Oktober 2022.
2. ↑  Great Falls. In: Geographic Names Information System. United States Geological Survey, United States Department of the Interior, abgerufen am 30. November 2010 (englisch).
3. ↑  Milburn P. Sanders: A Brief History of Great Falls. Connecting Neighbors, archiviert vom Original am 10. Februar 2012; abgerufen am 1. Dezember 2010 (englisch).  Info: Der Archivlink wurde automatisch eingesetzt und noch nicht geprüft. Bitte prüfe Original- und Archivlink gemäß Anleitung und entferne dann diesen Hinweis.
4. ↑  "Library Branches." Fairfax County Public Library. Abgerufen am 1. Dezember 2010.
5. ↑  "Great Falls CDP, Virginia (Seite nicht mehr abrufbar, festgestellt im April 2018. Suche in Webarchiven)  Info: Der Link wurde automatisch als defekt markiert. Bitte prüfe den Link gemäß Anleitung und entferne dann diesen Hinweis.." U.S. Census Bureau. Abgerufen am 1. Dezember 2010.